# Vârtop, Alba
Vârtop este un sat în comuna Roșia Montană din județul Alba, Transilvania, România.

## Obiectiv
- Rezervația